# Muizenoor
Muizenoor (Pilosella officinarum, synoniem: Hieracium pilosella) is een plant die behoort tot de composietenfamilie (Asteraceae). Het is een lage, bodembedekkende, vaste plant met uitlopers. De stengel ontspringt vanuit dit bladrozet en wordt maximaal 30 cm lang.
De bladeren zijn behaard en boven breder dan onder. Omdat de behaarde bladeren doen denken aan een muizenoor heeft de plant hieraan zijn Nederlandse naam te danken. De bladeren liggen in een bladrozet.
De bloeitijd is van mei tot juni. De bloemen zijn citroengeel, maar als deze nog in de knop zitten zijn ze (vooral aan de buitenzijde) rood met geel. De vrucht is een nootje met vruchtpluis.
Muizenoor groeit het best op droge, zure of kalkhoudende bodems, en altijd op zonnige plaatsen.

## Plantengemeenschap
Muizenoor is een indicatorsoort voor struisgrasvegetaties (ha) subtype struisgraslanden, een karteringseenheid in de Biologische Waarderingskaart (BWK) van Vlaanderen en het Brussels Hoofdstedelijk Gewest.

## Bijzonderheden en gebruik
In de fytotherapie wordt de plant gebruikt bij milde mond- en keelontstekingen en tegen lichte diarree bij kinderen en ouderen.

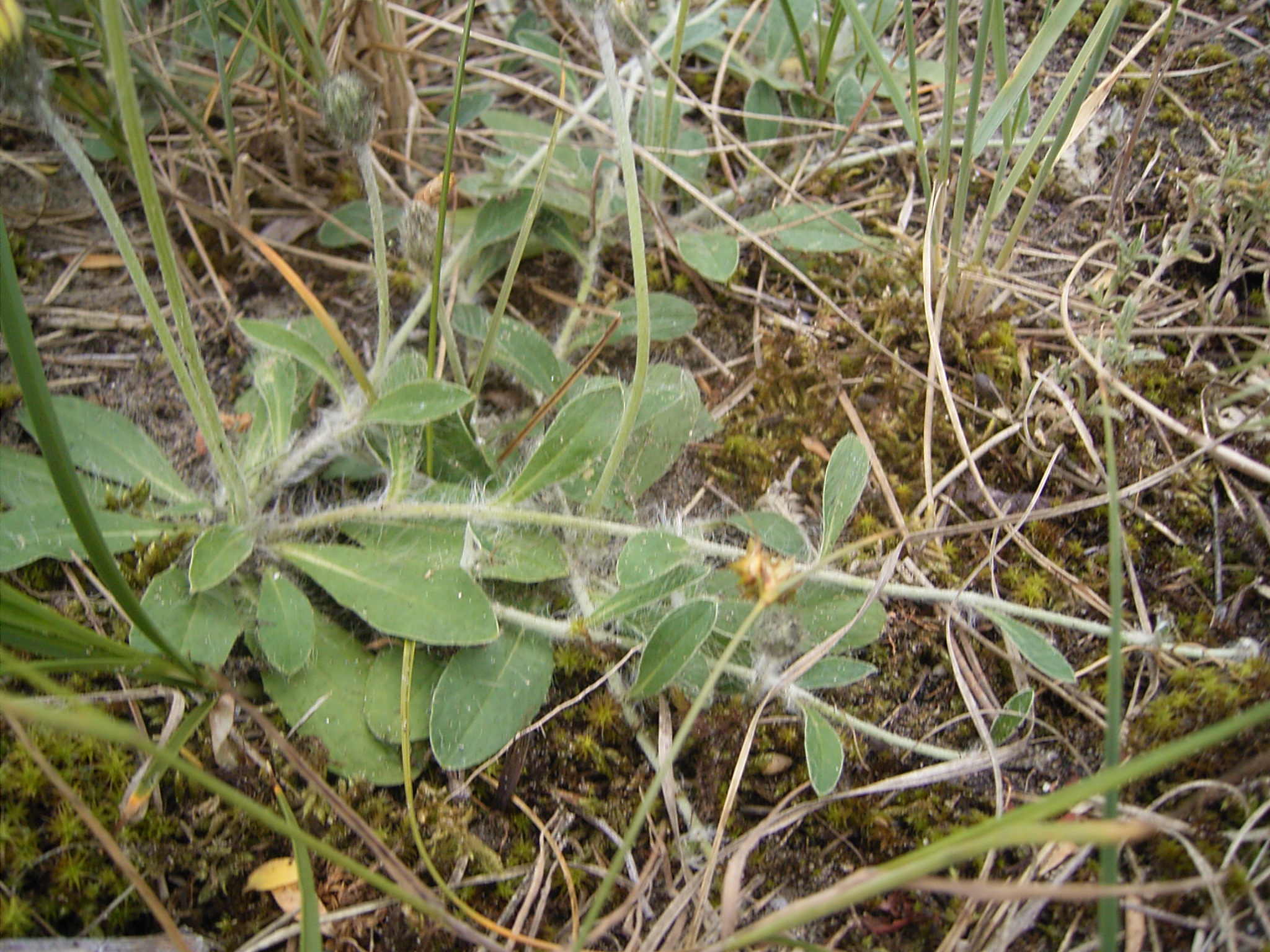
Bladrozet.
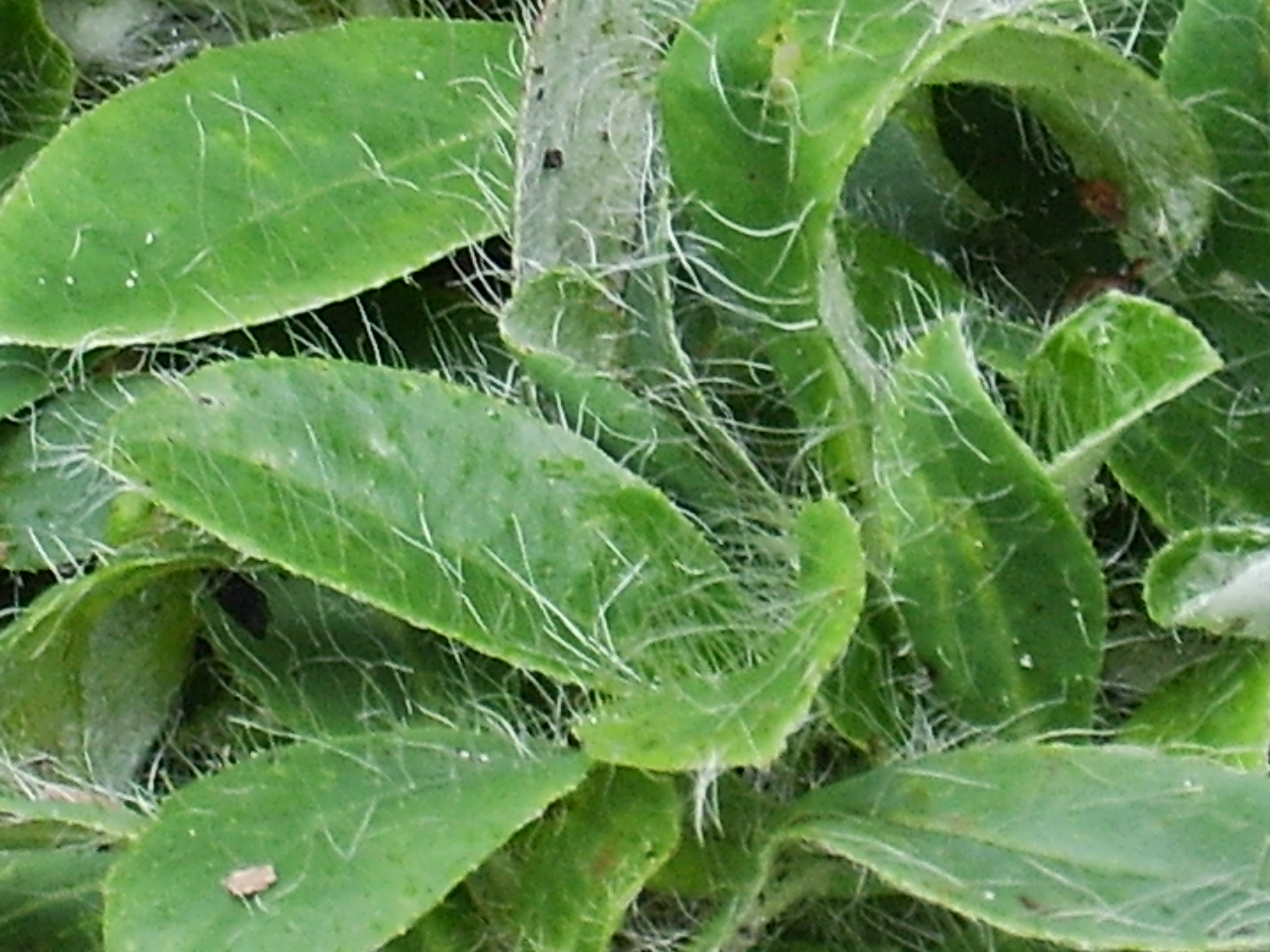
Behaard blad
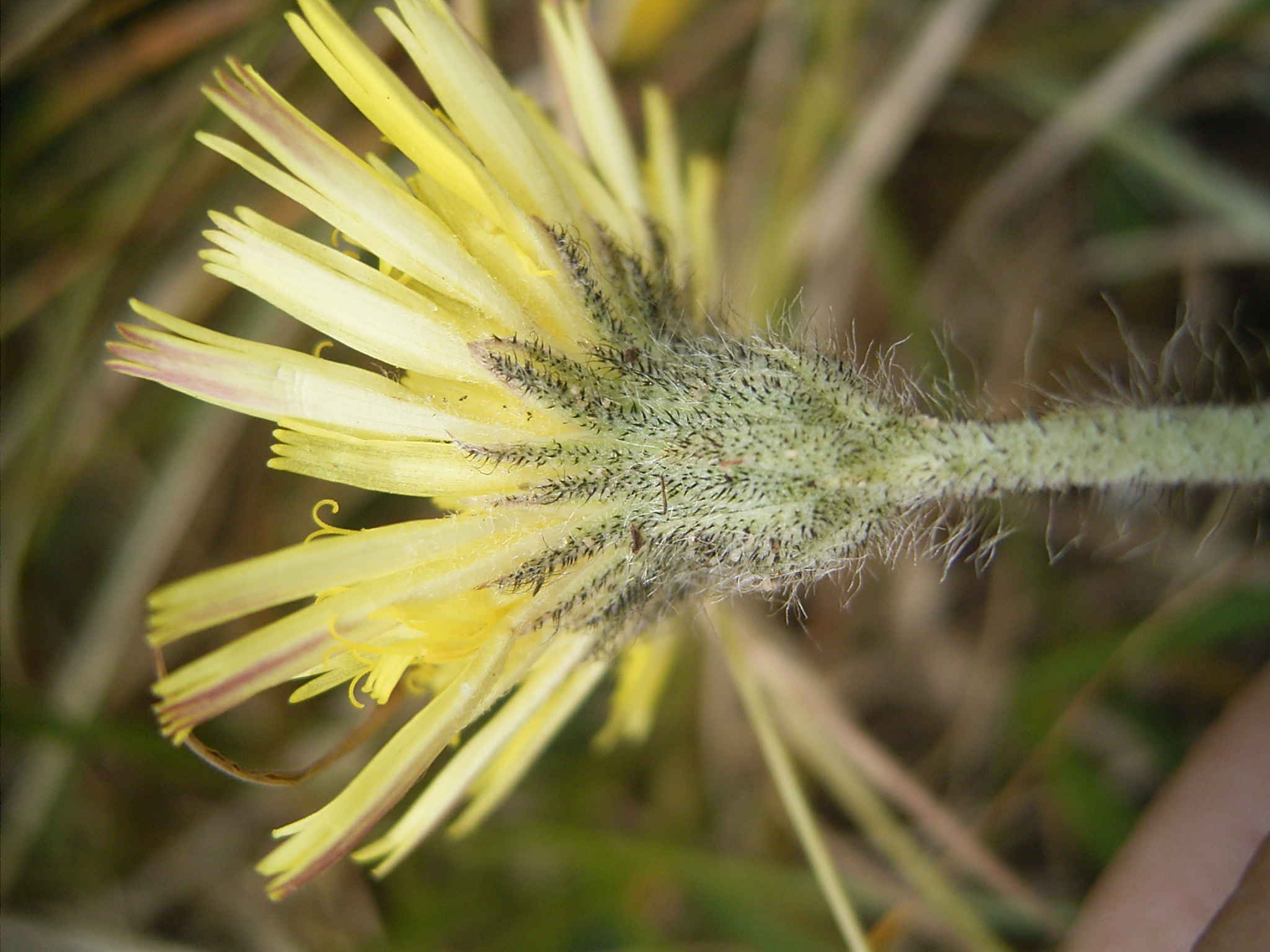
Bloemhoofdje met omwindsel en bloemen van de zijkant.
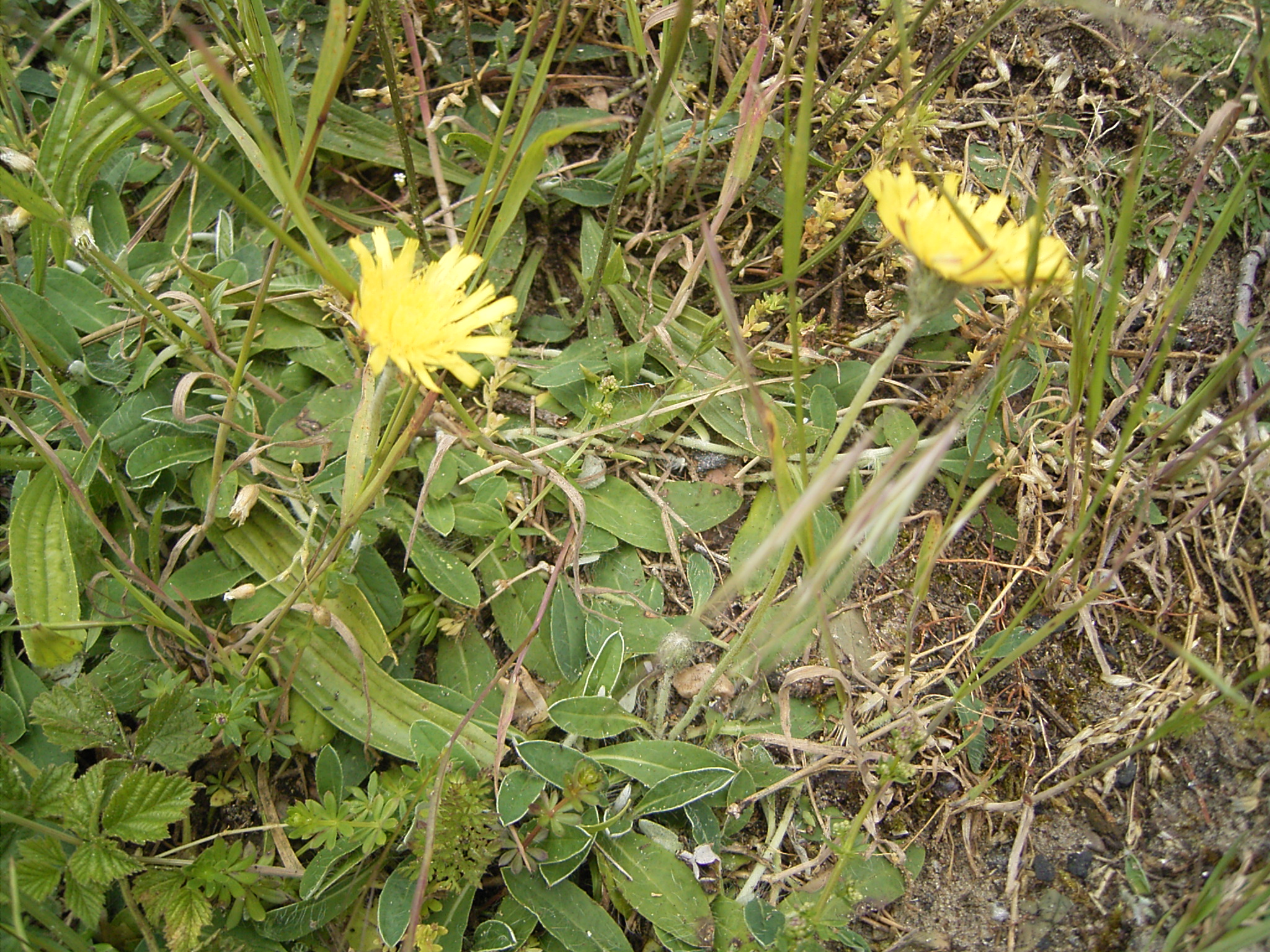
Planten in de duinen
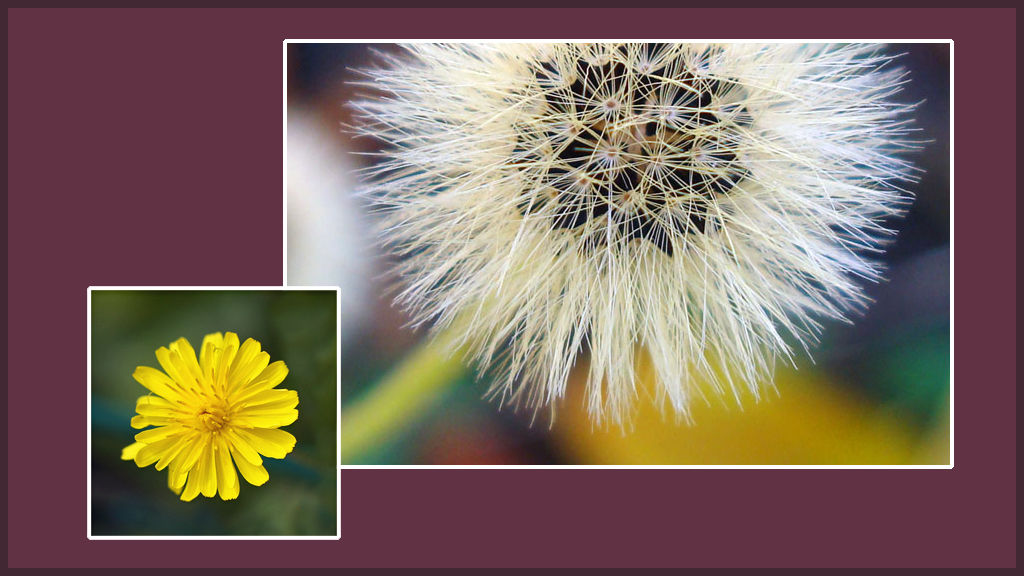
Bloem en vruchtpluis

... · 
H. amplexicaule (stengelomvattend havikskruid) · 
H. bauhini (Hongaars havikskruid) · 
H. caespitosum (weidehavikskruid) · 
H. glaucinum (vroeg havikskruid) · 
H. lactucella (spits havikskruid) · 
H. laevigatum (stijf havikskruid) · 
H. macrodontophyllum  · 
H. murorum (muurhavikskruid) · 
H. piloselloides (Florentijns havikskruid) · 
H. praealtum (grijs havikskruid) · 
H. sabaudum (boshavikskruid) · 
H. scabrum (ruig havikskruid) · 
H. umbellatum (schermhavikskruid) · 
H. vogesiacum (vogezenhavikskruid) · 
H. vulgatum (dicht havikskruid) · 
H. warnsbornense (schelms havikskruid) · 
...